# Hanna Axén
Hanna Axén , född 1970, är en svensk översättare från spanska och engelska. Tillsammans med Örjan Sjögren drev hon tidigare bokförlaget Boca, inriktat på latinamerikansk litteratur i översättning.

## Översättningar (urval)
- Rodrigo Rey Rosa: Förtrollade stenar (Piedras encantadas) (Boca Pocky, 2006)
- Guillermo Arriaga: En svag doft av död (Un dulce olor a muerte) (Tranan, 2009)
- Ignacio Padilla: Amfitryon (Amphitryon) (Tranan, 2009)
- Isabel Allende: Mayas dagbok (El cuaderno de Maya) (Norstedt, 2013)
- Jesús Carrasco: Flykten (Intemperie) (Natur och kultur, 2015)